# Bhogpur
Bhogpur é uma cidade e uma nagar panchayat no distrito de Jalandhar, no estado indiano de Punjab.

## Geografia
Bhogpur está localizada a 31° 33′ N, 75° 38′ L. Tem uma altitude média de 232 metros (761 pés).

## Demografia
Segundo o censo de 2001, Bhogpur tinha uma população de 13,893 habitantes. Os indivíduos do sexo masculino constituem 53% da população e os do sexo feminino 47%. Bhogpur tem uma taxa de literacia de 75%, superior à média nacional de 59.5%; a literacia no sexo masculino é de 79% e no sexo feminino é de 70%. 11% da população está abaixo dos 6 anos de idade.